# 超級種子
超级种子（Super-seeding）是BitTorrent协议中的一种算法。
有些BitTorrent客户端用户下載完成后就關掉下载任务，全过程只提供了较少量数据给其他用户。为尽量避免这种行为，在非官方BitTorrent协议中存在超级种子的算法。这种算法对文件发布者的种子文件有要求。文件发布者可以分几步发布文件，发布者不需要一次提供文件所有内容，而是慢慢开放的下载内容的比例，延长下载时间。此时，速度快的人由于未下载完必须提供给他人数据，速度慢的人有更多机会得到数据。

## 外部連結
- （英文） ABOUT SUPER-SEED MODE （页面存档备份，存于），BitTornado對超級種子的說明。